# Ingeborg Bachmann

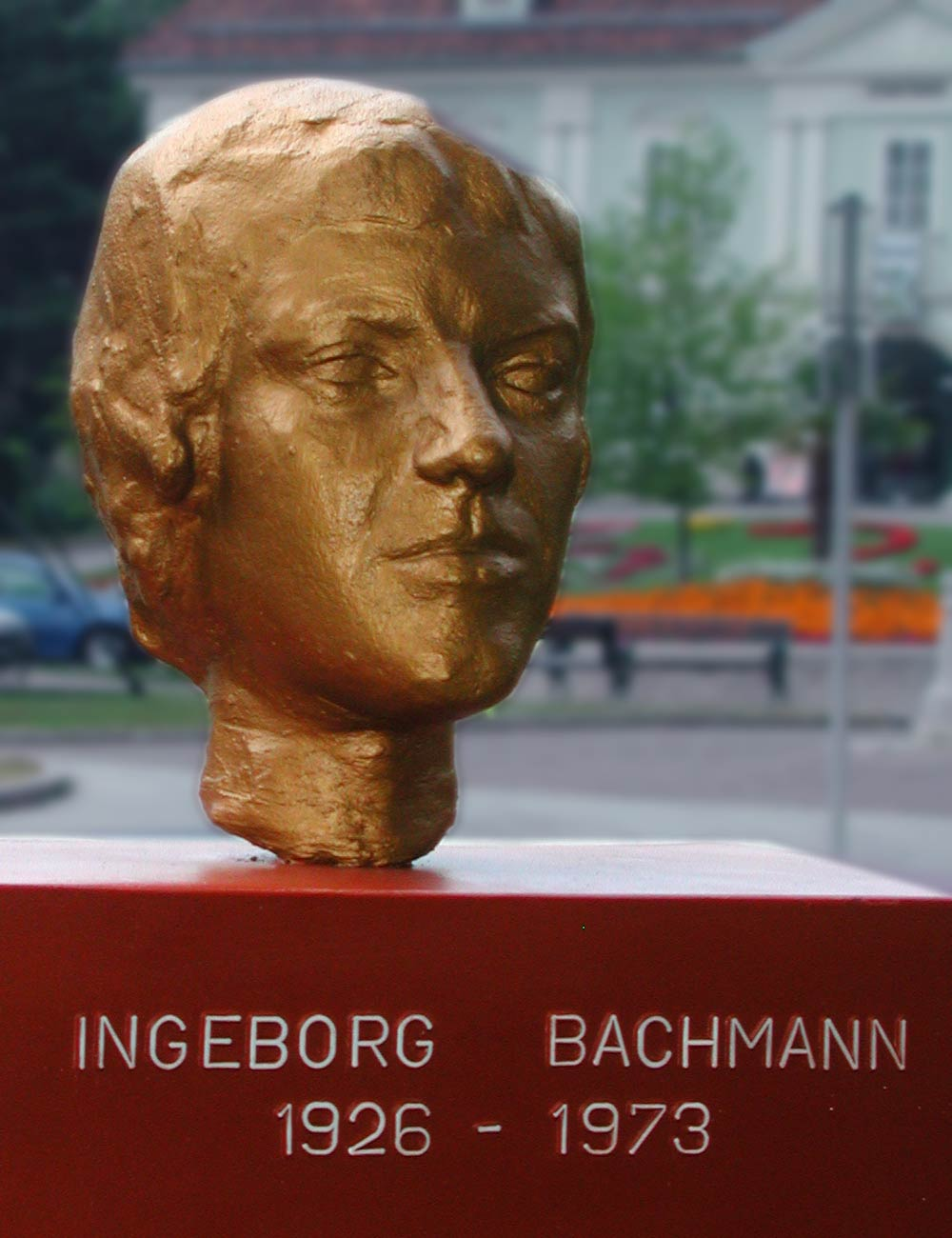

Ingeborg Bachmann (Klagenfurt, 25 juni 1926 — Rome, 17 oktober 1973) was een Oostenrijkse schrijfster.

## Leven
Bachmann, de dochter van een onderwijzer, was een vooraanstaande exponent van de Duitstalige literatuur na de Tweede Wereldoorlog. Zij studeerde in Innsbruck, Graz en Wenen tussen 1945 en 1950, waar ze zich vooral op filosofie en psychologie toelegde. Zij doctoreerde met een proefschrift over Martin Heidegger en werkte vervolgens voor de radio. In 1952 las ze haar eigen gedichten voor op een bijeenkomst van de Gruppe 47: dit luidde een snelle opmars van haar carrière in. Reeds een jaar later ontving ze de prijs van de Gruppe, voor haar dichtbundel Die gestundete Zeit (lett. de Uitgestelde Tijd, ofwel Tijd In Onderpand), een grimmig, pessimistisch werk, met de beroemd geworden frase: „es kommen härtere Tage“ (er komen moeilijker dagen).
Bachmann werd een populair schrijfster van luisterspelen; vanaf 1953 leefde ze van de pen en verhuisde naar Rome. Ze gaf geregeld lezingen over haar visie op de verhouding literatuur-wereld; in 1955 doceerde ze aan Harvard en in 1959 gaf ze een reeks lezingen in Frankfurt am Main. Ze distantieerde zich van de Oostenrijkse moderniteit en het taalexperiment van schrijvers als Peter Handke: om met het verleden, id est de Tweede Wereldoorlog, in het reine te komen, moet men niet experimenteren met taal, maar de oude, vertrouwde taal waardig gebruiken om het leven onder ogen te zien. In die zin sloot Bachmann nauwer aan bij de Duitse dan de Oostenrijkse traditie, alhoewel haar werk expliciete verbanden met Hugo von Hofmannsthal vertoont.
Uiteindelijk keerde Bachmann zich van elke vorm van estheticisme af en in 1964 verscheen haar allerlaatste gedicht, met de veelzeggende titel 'Keine Delikatessen'. In dat jaar won ze de Georg-Büchner-Preis.
Voor haar luisterspel Der gute Gott von Manhattan ontving Bachmann de luisterspelprijs van de oorlogsblinden. In dit luisterspel heeft God een vrouw gedood, omdat ze in een absolute liefdesrelatie zat en God vindt dit verderfelijk, want het bedreigt zijn eigen absoluutheid. Het verschil tussen liefde voor mannen en vrouwen is een terugkerend thema in Bachmanns werk, alsook de patriarchale erfenis van de moderne maatschappij. In 1971 verscheen haar eerste roman, Malina, die het eerste deel van een nooit afgewerkte trilogie, Todesarten, moest worden. Ook dit werk, dat bekritiseerd werd, omdat het te sentimenteel zou zijn, handelt over de problemen van een vrouw ten opzichte van haar twee partners. De roman werd in 1991 verfilmd, in een bewerking van Elfriede Jelinek. De andere delen van de trilogie werden nooit voltooid, omdat Bachmann in 1973 omkwam in een brand.
De lyrische Bachmann knoopt ook enigszins aan bij Rilke, tenminste voor zover haar afkerige houding van radicaal experiment haar desalniettemin naar een algemene 'waarheid' liet zoeken. Zoals Hofmannsthal schreef ze ook libretti, onder meer voor Hans Werner Henzes opera's Der Prinz von Homburg in 1959 en Der junge Lord in 1964. Tevens verwijst ze in haar verhandelingen, maar ook in haar literaire werk, geregeld naar Ludwig Wittgenstein en Robert Musil. Ze won in 1968 de Großer Österreichischer Staatspreis.
In 1976 werd door de stad Klagenfurt de Ingeborg-Bachmann-Preis ingesteld, die vanaf 1977 jaarlijks wordt uitgereikt. De prijs geldt als een van de belangrijkste literatuurprijzen in het Duitse taalgebied.
Prof. Dr. Ingeborg Dusar (Universiteit Antwerpen) beschreef het late proza van Ingeborg Bachmann in haar doctoraal proefschrift "Choreographien der Differenz. Ingeborg Bachmanns Prosaband 'Simultan'" (1994). De schrijfster en filosofe Joke J. Hermsen wijdde een belangrijk deel van haar proefschrift Nomadisch narcisme (1993) aan Bachmanns werk.

## Werken

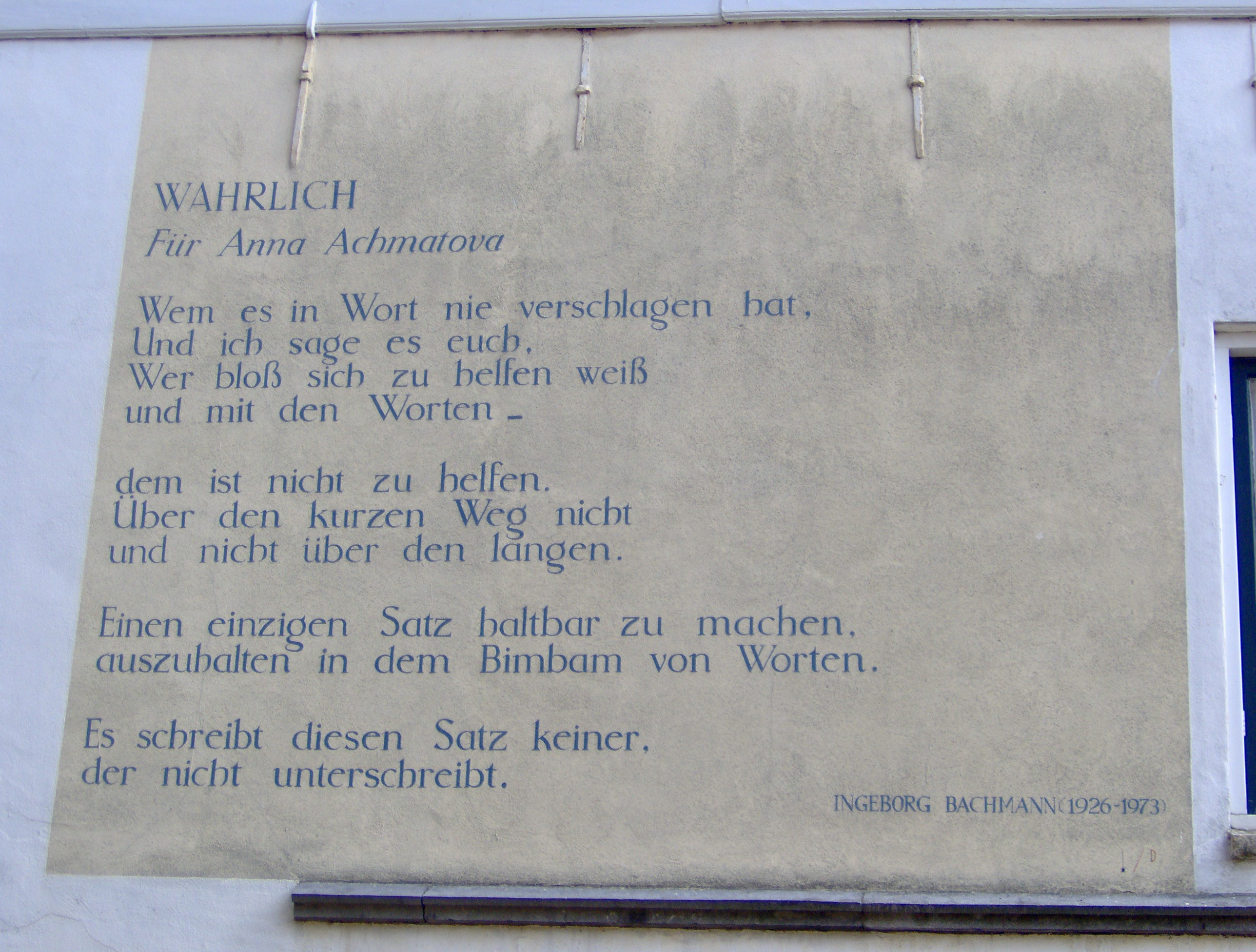
Bachmanns gedicht Wahrlich op een muur in Leiden

- 1950 Kritische Aufnahme der Existenzialphilosophie Martin Heideggers (proefschrift)
- 1953 Die gestundete Zeit (dichtbundel)
- 1956 Anrufung des Großen Bären (dichtbundel)
- 1958 Der gute Gott von Manhattan (luisterspel)
- 1959 Probleme zeitgenössischer Dichtung (lezingen)
- 1959 Der Prinz von Humburg (libretto)
- 1961 Das dreißigste Jahr (verhalenbundel)
- 1964 Der junge Lord (libretto)
- 1965 Ein Ort für Zufälle
- 1971 Malina (roman, deel I van Todesarten)
- 1972 Simultan (verhalenbundel)
- 1973 Gier (verhalenbundel)
- 1978 Der Fall Franza (fragmentarische roman, deel III van Todesarten)
- 2010 Kriegstagebuch. Mit Briefen von Jack Hamesh an Ingeborg Bachmann

Requiem für Fanny Goldmann (niet uitgewerkt) is deel II van Todesarten.

## In Nederlandse vertaling
Nagenoeg het volledige werk van Bachmann is in het Nederlands vertaald door Paul Beers.
- Frankfurter colleges. Problemen van de hedendaagse literatuur, vert. Paul Beers, 1991 (orig.: Frankfurter Vorlesungen, 1978)
- Simultaan. Verhalen, vert. Paul Beers, 1987 (orig.: Simultan. Neue Erzählungen, 1972)
- Het geval Franza, vert. Paul Beers, 1987 (orig.: Der Fall Franza u.a. unvollendete Romane, 1966/1982)
- Tijd in onderpand. Gedichten, vert. Paul Beers, 1988 (orig.: Die gestundete Zeit, 1953)
- Aanroeping van de Grote Beer. Gedichten, vert. Paul Beers, 1989 (orig.: Anrufung des Grossen Bären, 1956)
- Ingeborg Bachmann/Paul Celan. Een dramatische liefde. Briefwisseling, vert. Paul Beers, 2010 (orig.: Herzzeit. Briefwechsel, 2008)
- Oorlogsdagboek, met brieven van Jack Hamesh, vert. Machteld Bokhove, 2020 (orig.: Kriegstagebuch, 2010)
- Verzamelde verhalen, vert. Paul Beers, 2021 (bevat: Het veer, Het dertigste jaar, Simultaan; orig.: Sämtliche Erzählungen)
- Doodsoorzaken, vert. Paul Beers, 2023 (bevat: Malina, Het geval Franza en Requiem voor Fanny Goldmann; orig.: Todesartzen. Malina und unvollendete Romane)

- Bibsys: 90057354
- Biblioteca Nacional de Chile: 000472528
- Biblioteca Nacional de España: XX1042858
- Bibliothèque nationale de France: cb11889805f (data)
- Catàleg d'autoritats de noms i títols de Catalunya: 981058520221906706
- CiNii: DA00265854
- Digitale Bibliotheek voor de Nederlandse Letteren: bach003
- Gemeinsame Normdatei: 118505602
- International Standard Name Identifier: 0000 0001 2275 5250
- Library of Congress Control Number: n50031127
- Nationale Bibliotheek van Letland: 000026969
- MusicBrainz: c7cf9662-8891-4cda-90ba-e871e45b9b7b
- Bibliotheek van het Japanse parlement: 00432010
- Nationale Bibliotheek van Tsjechië: jn19981000185
- Nationale bibliotheek van Australië: 35690576
- Nationale Bibliotheek van Israël: 987007258031805171
- Nationale Bibliotheek van Polen: a0000001759854
- Nationale en Universitaire bibliotheek Zagreb: 000005614
- Nederlandse Thesaurus van Auteursnamen: 068843224
- Réseau des bibliothèques de Suisse occidentale: 02-A002958036
- Istituto Centrale per il Catalogo Unico: CFIV072723
- LIBRIS: 176446
- SNAC: w6gx5920
- Système universitaire de documentation: 026699869
- Trove: 1044159
- Virtual International Authority File: 6839
- WorldCat: E39PBJwtpdrXQxXrMT67b4Dg8C